# 穴棲無眉䲁
穴棲無眉鳚，又稱多鱗鳚，為輻鰭魚綱鱸形目鳚科的其中一種。

## 分布
本魚分布於東大西洋區，包括亞速群島、法國、比利時、德國、直布羅陀、愛爾蘭、曼島、海峽群島、摩洛哥、挪威、西班牙、葡萄牙、英國等海域。

## 深度
水深約0至8公尺。

## 特徵
本魚體延長略側扁，唇厚，頭短鈍，前額上會長出肉質的脊，其底色為褐色，帶有綠色或黃色斑點，身體上有5-6條垂直排列的暗斑，在背鰭起點附近有一個大的黑斑，背景顏色會根據周圍棲息地的變化而變化，個體的顏色從斑點、深棕色到黑色不等。在繁殖期內，雄魚的顏色會變成全身黑色，嘴巴呈白色，背鰭邊緣呈淡藍色，條紋間有無數小點，背鰭基部長，一半處有一槽。和較小的腹鰭相比，胸鰭大而圓，體長可達17公分，壽命可達10年。

## 生態
本魚棲息於岩石海岸的淺水域。大部份活躍在白天在高潮的時候，可以離開水面，直接呼吸空氣。屬雜食性，以小型底棲的無脊椎動物、藤壺、片腳類動物與藻類。每年4至8約為繁殖期，具有領域性，雄魚在繁殖期時會變色，卵產在倒垂的岩石反面或動的頂端，由雄魚護衛。

## 經濟利用
多作為觀賞魚，宜單養。

## 外部連結
- Froese, R. & Pauly, D. (eds.) (2011). Lipophrys pholis. FishBase. Version 2011-12.

1. ↑  Williams, J.T.; Craig, M.T. . The IUCN Red List of Threatened Species. 2014, 2014: e.T185180A1777432  [20 November 2021]. doi:10.2305/IUCN.UK.2014-3.RLTS.T185180A1777432.en .
2. ↑  . British Marine Life Study Society.   [11 March 2019].